# Pleomorfismo (citología)

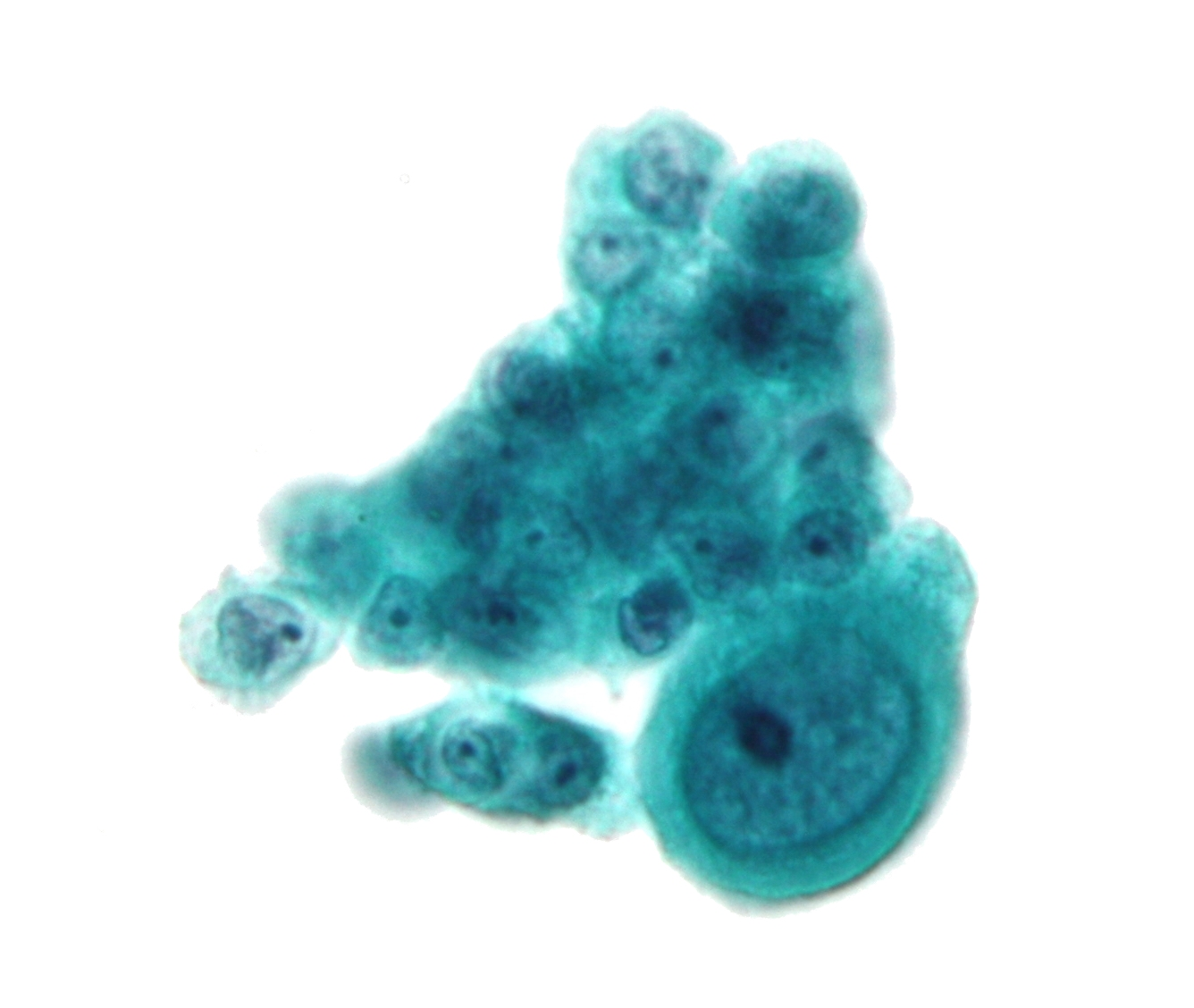
Una micrografía que muestra células con marcada variación de forma nuclear y tamaño, un componente del pleomorfismo nuclear.

El término pleomorfismo se utiliza en histología y en citopatología para describir la variabilidad en el tamaño, la forma y la tinción de las células o sus núcleos. Varios determinantes clave del tamaño celular y nuclear, como la ploidía y la regulación del metabolismo celular, se alteran comúnmente en los tumores. Por lo tanto, el pleomorfismo celular y nuclear es una de las primeras características de la progresión del cáncer y un rasgo característico de las neoplasias malignas y de la displasia. Ciertos tipos de células benignas también pueden exhibir pleomorfismo; por ejemplo, las células neuroendocrinas, reacción de Arias-Stella del endometrio.[cita requerida]
Un tipo raro de rabdomiosarcoma que se encuentra en adultos se conoce como rabdomiosarcoma pleomórfico.
A pesar de la prevalencia del pleomorfismo en la patología humana, su papel en la progresión de la enfermedad no está claro. En el tejido epitelial, el pleomorfismo en el tamaño celular puede inducir defectos de empaque y dispersar las células aberrantes. Pero se desconoce la consecuencia de la morfología atípica celular y nuclear en otros tejidos. 